# Dominik Mayer
Dominik Mayer (* 1. August 1809 in Röschitz; † 4. Mai 1875 in Wien) war Titularbischof von Cisamus, Professor für Pastoraltheologie, Rektor der Universität Wien und Apostolischer Feldvikar der k.u.k. Armee.

## Leben
Mayer wurde am 22. Juli 1834 in Wien zum Priester geweiht.  Am Wiener Priesterseminar war er zuerst als Studienpräfekt und Subregens tätig und schließlich von 1857 bis 1863 Regens des Seminars, ab 1851 Professor für Pastoraltheologie sowie 1862 Rektor der Universität Wien.
Am 1. April 1863 wurde er zum Apostolischen Feldvikar ernannt und am 13. Dezember 1863 durch Kardinal Rauscher zum Titularbischof von Cisamus geweiht.

## Weblink
- Eintrag zu Dominik Mayer auf Catholic-hierarchy.org

| Personendaten    | Personendaten                                                                            |
| ---------------- | ---------------------------------------------------------------------------------------- |
| NAME             | Mayer, Dominik                                                                           |
| KURZBESCHREIBUNG | Titularbischof von Cisamus, Professor für Pastoraltheologie, Rektor der Universität Wien |
| GEBURTSDATUM     | 1. August 1809                                                                           |
| GEBURTSORT       | Röschitz                                                                                 |
| STERBEDATUM      | 4. Mai 1875                                                                              |
| STERBEORT        | Wien                                                                                     |